# Lidokain
Lidokain er et almindeligt lokalbedøvende middel og et antiarrytmatisk stof. Det mest almindelige lidokainprodukt er AstraZeneca's Xylocain, som findes i håndkøb.

## Farmakologi
Lidokain blokerer neuroners hurtige natrium (Na+)-kanal og modvirker derved dannelsen af smertesignaler. Lidokain virker hurtigere og længere end lignende aminamid-stoffer (fx Prilokain).

## Indikationer
- Forbrændinger
- Sår
- Halsbetændelse
- Bedøvelse ved vaccinationer
- Insektstik
- Neuropatisk smerte
- Hjertearytmi

## Administrationsform
Lidokain mod lokale smerter findes i en 5% kutanopløsning (opløst i Ethanol, med cellulose som fortykningsmiddel), samt i injektionsvæske i kombination med adrenalin for at forlænge virkningsvarigheden og minimere systemisk optagelse af lidokain. Til hjertearytmier findes det i en ren intravenøs væskeform.

## Forgiftning
Ved Lidokainforgiftning ses CNS-stimulation, hallucinationer, CNS-depression, hjertearytmi mm.